# Jean Alexandre
Jean Alexandre (* 15. Juni 1917; † unbekannt) war ein belgischer Radrennfahrer.

## Sportliche Laufbahn
Alexandre war im Bahnradsport aktiv. 1936 startete er bei den Olympischen Sommerspielen in Berlin. In der Mannschaftsverfolgung kam das belgische Team mit Frans Cools, Jean Alexandre, Auguste Garrebeek und Armand Putzeys auf den 5. Rang. Über sein weiteres Leben und seine sportlichen Erfolge ist nichts bekannt.